# Crisaor
Para el género de medusas, véase Chrysaora

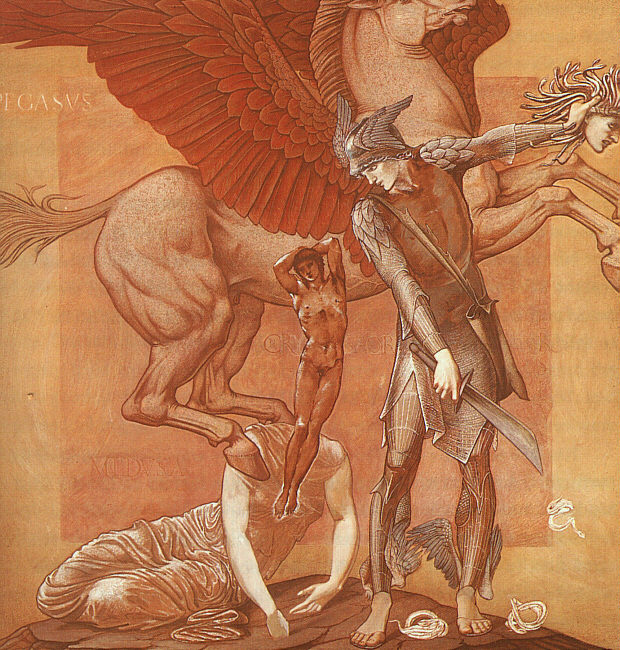
Edward Burne-Jones: El nacimiento de Pegaso y Chrysaor, aprox. 1876-1885

En la mitología griega, Crisaor (Χρυσάωρ / Khrusáōr: «espada dorada», de «χρυσός / chrysos», «oro» y «ἄορ / aor», «espada») era un hijo de Poseidón y Medusay llamado inmortal. En efecto Hesíodo nos dice que el enorme Crisaor fue así llamado «porque tenía en sus manos una espada de oro» pero Diodoro refiere que «había recibido el nombre a causa de su riqueza».
Crisaor y su hermano, el caballo alado Pegaso, no nacieron hasta que Perseo decapitó a Medusa. Algunas versiones cuentan que nacieron de las gotas de sangre y otras que brotaron del cuello de Medusa, un nacimiento similar al de Atenea de la cabeza de Zeus. Una versión tardía, no obstante, dice que fue concebido cuando Poseidón violó a Medusa en un templo de Atenea, la diosa, enfurecida por la profanación, la transformó en una Gorgona.
La Teogonía dice que «Crisaor engendró al tricéfalo Gerión unido con Calírroe, hija del ilustre Océano; a éste lo mató el fornido Heracles por sus bueyes de marcha basculante en Eritea rodeada de corrientes». También cabe la posibilidad que Crisaor y Calírroe fueran padres de Equidna, aunque el texto no lo deja claro.
Según Esteban de Bizancio, Crisaor era hijo de Glauco y nieto de Sísifo, lo que hace de él un doble de Belerofonte, y su hijo Milas fue el fundador de Milasa.